# Халанђешти (Горж)
Халанђешти (рум. Hălăngești) насеље је у Румунији у округу Горж у општини Данчулешти. Oпштина се налази на надморској висини од 251 m.

## Становништво
Према подацима из 2002. године у насељу је живело 435 становника, од којих су сви румунске националности.